# 道合 (川口市)
道合（みちあい）は、埼玉県川口市の大字。郵便番号は333-0835。

## 地理
川口市北部に位置する。北で木曽呂及び神戸の飛地、東で神戸、南東で西新井宿、南で安行領根岸、北西で安行領在家に隣接する。また北側に県営川口道合団地、川口市営道合神戸住宅及び川口市社会福祉事業団の敷地を含む飛地を持ち、北で木曽呂、南で神戸の飛地に挟まれている。また、同飛地は埼玉県立安行武南自然公園の区域に含まれている。さいたま市、東京方面に向かう第二産業道路が南部を通っている。

### 地価
住宅地の地価は、2015年（平成27年）1月1日の公示地価によれば道合字壱貫目493番10の地点で12万9000円/m2となっている。

## 歴史
もとは江戸期より存在した足立郡安行領（一部浦和領）に属する道合村であった。
- 1871年（明治4年）11月13日 - 第1次府県統合により埼玉県の管轄となる。
- 1879年（明治12年）3月17日 - 郡区町村編制法により成立した北足立郡に属す。郡役所は浦和宿に設置。
- 1889年（明治22年）4月1日 - 町村制施行より、安行領根岸村・安行領在家村・道合村・神戸村・木曾呂村・東内野村・石神村・西新井宿村・新井宿村・赤山村・源左衛門新田・赤芝新田が合併し、神根村が成立する。道合村は神根村の大字道合となる。
- 1940年（昭和15年）4月1日 - 神根村が川口市に編入され、川口市の大字となる。
- 1968年 (昭和43年） - 大字道合の一部を大字柳崎に編入する。また、大字安行領根岸の一部を大字道合に編入する[5]。
- 1979年（昭和54年）9月1日 - 大字道合の一部から在家町・北園町が成立[7]。

## 世帯数と人口
2018年（平成30年）3月1日現在の世帯数と人口は以下の通りである。
| 大字 | 世帯数    | 人口    |
| ---- | --------- | ------- |
| 道合 | 2,007世帯 | 4,527人 |

## 小・中学校の学区
市立小・中学校に通う場合、学区（校区）は以下の通りとなる。
| 番地 | 小学校             | 中学校             |
| --- | ------------------ | ------------------ |
| 363〜369番地 | 川口市立在家小学校 | 川口市立北中学校   |
| 10〜33番地、67〜76番地 80〜97番地、115〜146番地 240〜276番地、285〜311番地 345〜362番地、370〜413番地                     | 川口市立在家小学校 | 川口市立在家中学校 |
| 1〜3番地、5～9番地 34〜66番地、78～79番地 98〜114番地、277〜284番地 435〜481番地、484〜499番地 550〜551番地、555〜621番地 | 川口市立神根小学校 | 川口市立在家中学校 |
| その他 | 川口市立神根小学校 | 川口市立北中学校   |

## 交通
地内に鉄道は敷設されていない。

### 道路
- 東京外環自動車道
- 埼玉県道1号さいたま川口線・埼玉県道34号さいたま草加線（第二産業道路）
- たたら荘前通り
- 緑のヘルシーロード（自転車歩行者道路）

### バス
- 国際興業バス
  - 川口北スポーツセンター停留所
  - 神根福祉センター停留所
  - 市営住宅坂上停留所
  - 神戸団地入口停留所
  - 道合停留所
  - 神根小学校停留所

## 寺社
- 大徳寺
- 得法寺

## 施設
- 川口市立北中学校
- 川口市立神根小学校
- 北川口幼稚園
- 道合町会会館
- 川口市立北スポーツセンター - 神根西公民館と同一建物を使用している。
- 神根西公民館 - 川口市立北スポーツセンターと同一建物を使用している。
- 神根福祉センター - 通称「たたら荘」。
- 市営道合神戸住宅 - 北側の飛地に位置する。
- 川口市道合高層住宅
- 県営川口道合団地 - 北側の飛地に位置する。
- 武南警察署道合交番
- 放山こども広場
- 神根公園